# Tage la Cour-diplomet
Tage la Cour-diplomet er en litteraturpris, som uddeles af Det Danske Kriminalakademi. 
Prisen gives til en forfatter, som har formået at dokumentere kriminelle forhold i virkeligheden på en vedkommende, lødig, kvalitetsbetonet og velskreven vis.  
Prisen er opkaldt efter den danske krimiforfatter og hoteldirektør Tage la Cour. 

## Modtagere
- 2020: Kristian Corfixen for bogen Sygeplejersken[1]
- 2019: Tyge Krog for bogen Det store natmandskomplot[2]
- 2018: Janus Køster-Rasmussen og Camilla Stockmann for bogen Bullshit. Fortællingen om en familie[3]